# Kai Kupferschmidt
Kai Kupferschmidt (geboren 1982 in Bonn) ist ein deutscher Wissenschaftsjournalist.

## Leben, Werk
Kupferschmidt besuchte Schulen in Meckenheim, London und Potsdam. Von 2004 bis 2008 studierte er Molekulare Biomedizin an der Universität Bonn, danach absolvierte er eine Ausbildung an der Berliner Journalisten-Schule. Seit 2009 lebt er als freier Journalist in Berlin.
Sein Schwerpunkt sind Infektionskrankheiten und globale Gesundheit. Kupferschmidt hat aus zahlreichen Ländern dazu berichtet, etwa 2014 aus Liberia über den Ebola-Ausbruch. Zu diesen Themen betreibt er auch einen Podcast namens „Pandemia“ mit seinen Kollegen Laura Salm-Reifferscheidt und Nicolas Semak. Seit 2011 ist er Korrespondent des Magazins Science. Daneben schreibt er für deutsche Medien wie Die Zeit, die SZ und die Frankfurter Allgemeine Sonntagszeitung.
Am 24. Februar 2020 publizierte er in der Wochenzeitschrift Die Zeit eine Analyse der Coronavirus-Pandemie unter dem Titel Eindämmen war gestern. Das von Kupferschmidt skizzierte Szenario wurde am Folgetag durch Positivdiagnosen in zusätzlich vier Regionen Italiens und sechs Staaten Europas vollinhaltlich bestätigt und partiell sogar übertroffen.
Zum gleichen Thema wurde er im Dezember 2021 auch in Deutschlandfunk Nova rezipiert.
Den weltweiten Ausbruch der Affenpocken thematisierte Kupferschmidt schon früh bei Science und im Pandemia-Podcast. Im August 2022 schrieb er dazu auch ein Essay in der New York Times.
Kupferschmidt ist seit ca. 2014 HIV-positiv.

## Bücher
- Seuchen. 100 Seiten. Reclam, 2018, ISBN 978-3-15-020447-4

- Blau: Wie die Schönheit in die Welt kommt. Hoffmann und Campe, 2019, ISBN 978-3-455-00639-1  (englische Ausgabe: Blue: In Search of Nature's Rarest Color. Experiment, 2019, ISBN 978-1-61519-752-1)

## Zitat
„Neue Seuchen werden kommen. Ob sie zur Katastrophe werden, wird vor allem davon abhängen, was am Ende überwiegt: Empathie und Erfindungsreichtum oder Ignoranz und Egoismus.“

## Auszeichnungen
- 2008 Stipendiat der Karl-Gerold-Stiftung
- 2010 Reisestipendium der Robert-Bosch-Stiftung zum Besuch der AAAS-Tagung und des ESOF
- 2010 McCloy-Stipendium für Journalismus des American Council on Germany
- 2010 ARGUS-Journalistenpreis für Berichterstattung über Antibiotikaresistenzen
- 2012 Publizistikpreis der GlaxoSmithKline-Stiftung
- 2013 Medienpreis der Deutschen AIDS-Stiftung
- 2017 Memento Medienpreis[8]
- 2021 Wissenschaftsjournalist des Jahres 2021 (3. Platz)
- 2022 NIHCM Trade Journalism Award (mit Gretchen Vogel)[9]